# 自然-通讯
《自然-通讯》是自然出版集团2010年上线的科学期刊，该刊物经同行评审，文章在线上供开放获取（为自然系列的首个开放获取期刊）。期刊涵盖的范围有物理、化学、生物、医学、地球科学等多个领域。其编辑部在伦敦、柏林、纽约和上海设有办公室。
截至2021年，《期刊引证报告》的统计显示，《自然-通讯》的2020年影响因子为14.919。